# Исследование рынка
Иссле́дование ры́нка — последовательные действия по сбору информации о рынках или потребителях. Является очень важным компонентом при выработке стратегии бизнеса. Следует отличать исследование рынка от маркетингового исследования, так как маркетинговое исследование относится к процессу маркетинга, в то время, как исследование рынка относится только к рынкам.

## История
Исследование рынков ведёт свою историю с середины 1920-х, когда начался рекламный бум на радио-программах в США. Рекламодатели начали понимать значимость демографии при выборе спонсируемых ими радио-программ.

## Исследование рынка для бизнес-планирования
Исследование рынка должно дать ответы на вопросы, что потребители хотят, в чём нуждаются, чему доверяют. Исследование может включать в себя также изучение действий потребителей, поведение на различных этапах процесса покупки и т.д.
При старте нового бизнеса, особенно важны:
- Рыночная информация

Основной рыночной информацией являются цены поставщиков исследуемого рынка, ситуация по спросу и предложению. Такая информация должна получаться из независимых источников, в различных форматах.
- Сегментация рынка

Сегментация рынка — это разделения рынка на подгруппы, объединенные по одному или нескольким существенным признакам. Часто используются следующие сегментации: географическая, половая, демографическая и т. д.
- Тенденции рынка

Необходимо учитывать тенденции по росту или падению изучаемого рынка в определённый период времени.
Достаточно сложно оценить размер рынка при старте нового бизнеса, так как необходимы исторические статистические данные и экспертные данные инсайдеров. В этом случае можно пытаться получить производные цифры от количества потенциальных потребителей, разделив их на сегменты.

## Этапы анализа рынка
Универсальная последовательность любого анализа рынка: (Источник: Как сделать качественный анализ рынка? Обзор лучших практик
1. Определить цели исследования рынка
2. Составить план анализа рынка
3. Определить сроки и бюджет анализа рынка
4. Выбрать методы исследования рынка
5. Провести необходимые исследования рынка
6. Подготовить анализ собранной информации по рынку
7. Подготовить обзор рынка
8. Составить презентацию по анализу рынка

## Топ 9 в отрасли исследования рынков 2009
| Место | Компания                                                                                 | Объём продаж в 2009 (млн. $) | Рост в % |
| ----- | ---------------------------------------------------------------------------------------- | ---------------------------- | -------- |
| 1     | Nielsen Company                                                                          | 5,000.0                      | 2.6      |
| 2     | WPP Group — Kantar Group, TNS, Millward Brown, BMRB, IMRB International and Ziment Group | 2,000                        | 2.5      |
| 3     | IMS Health Inc.                                                                          | 1,958.6                      | 8.9      |
| 4     | GfK AG                                                                                   | 1,397.3                      | 5.5      |
| 5     | Ipsos                                                                                    | 1,077.0                      | 6.5      |
| 6     | Synovate                                                                                 | 739.6                        | 9.5      |
| 7     | IRI                                                                                      | 665.0                        | 6.6      |
| 8     | Westat                                                                                   | 425.8                        | 0.8      |
| 9     | Arbitron                                                                                 | 400.0                        | 5.9      |